# Martin Bernburg
Martin Løfqvist Bernburg (Amager, Dinamarca, 23 de diciembre de 1985), futbolista danés. Juega de delantero y su actual equipo es el Brøndby IF de la Superliga de Dinamarca.

## Selección nacional
Ha sido internacional con la Selección de fútbol de Dinamarca, ha jugado 4 partidos internacionales y ha anotado 1 gol.

## Clubes
| Club            | País      | Año       |
| --------------- | --------- | --------- |
| FC Copenhagen   | Dinamarca | 2005-2006 |
| FC Nordsjælland | Dinamarca | 2007-2009 |
| Brøndby IF      | Dinamarca | 2009-     |